# Chiesa di San Lorenzo in Matalone
La chiesa di San Lorenzo in Matalone si trova nel territorio del comune di San Paolo d'Argon, in provincia di Bergamo.

## Storia
Non si conosce la data di costruzione dell'antico edificio ecclesiastico che era pertinenza del monastero benedettino, probabilmente risalente tra il XII-XIII secolo, un documento del 1212 ne conferma l'annessione., era il probabile centro di culto dell'antico insediamento di Matalone non più esistente. Con la scomparsa del paese la chiesa divenne sussidiaria dell'abbazia benedettina di San Paolo d'Argon.

## Descrizione
La chiesa si trova lontana dai centri urbani di San Paolo d'Argon e di Gorlago, lungo la strada che collega a Montello, in campagna senza edifici nelle vicinanze. L'edificio è delimitato da una recinzione. La facciata a capanna in conci di pietra locale, ha un'apertura centrale architravata in pietra e due finestre rettangolari laterali con inferriate. Sulla parte superiore presenta un'ulteriore apertura rettangolare che dà luce all'aula. L'edificio è a navata unica e a pianta rettangolare, conserva le caratteristiche romaniche, ulteriore esempio minore dell'architettura romanica bergamasca.

L'edificio è stato ristrutturato nel corso del XVII secolo, mantenendo gli elementi architettonici murari originari oltre ad alcuni residui di affreschi cinquecenteschi e settecenteschi. Nel corso del restauro del 1975 sono tornati visibili parti di antichi affreschi sulla zona absidale.